# NGC 4216

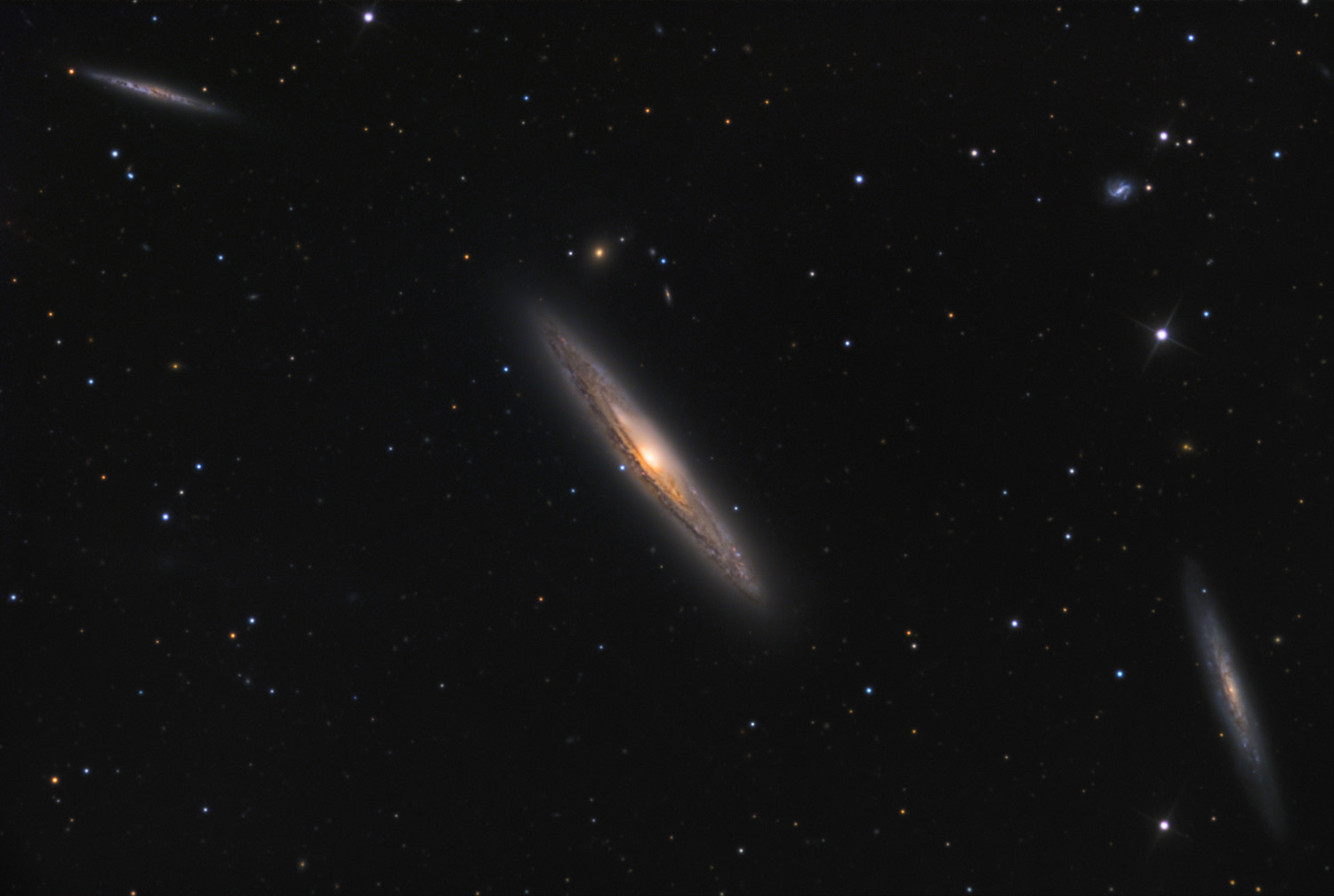
Thiên hà NGC 4216 ở chính giữa

NGC 4216 (còn có thể được gọi bằng những tên gọi khác là UGC 7284, MCG 2-31-72, ZWG 69.112, VCC 167, IRAS12133 + 1325, PGC 39246) là một thiên hà xoắn ốc trung gian giàu kim loại nằm cách không xa trung tâm của cụm các thiên hà gần chòm sao Xử Nữ(tên tiếng Anh: Vigro Cluster), đại khái là cách xa khoảng 55 triệu năm ánh sáng. Tuy nhiên theo một số nguồn lại nói nó là một thiên hà xoắn ốc gãy khúc.
Nó được phát hiện bởi nhà thiên văn học người Anh gốc Đức William Herchel phát hiện vào ngày 17 tháng 4 năm 1784.
NGC 4216 là một trong những thiên hà xoắn ốc lớn nhất và sáng nhất của cụm các thiên hà gần chòm sao Xử Nữ, với độ lớn biểu kiến được ước tính là -22 (tức là sáng hơn Thiên hà Andromeda), và giống như hầu hết các thiên hà xoắn ốc của cụm sao này, nó thiếu hụt hydro trung tính tập trung trong đĩa quang của thiên hà.
Trong quầng hào quang của thiên hà NGC 4216 và bên cạnh một hệ thống các cụm sao cầu phong phú với số lượng ước tính khoảng 700 (nhiều gần gấp năm lần Dải Ngân Hà) là hai thiên hà vệ tinh bị phá vỡ do sức hút của thiên hà này.

## Dữ liệu hiện tại
Theo như quan sát, đây là thiên hà gần trung tâm của nhóm cụm các thiên hà gần chòm sao Xử Nữ. Và dưới đây là một số dữ liệu khác:
Xích kinh 12h 15m 54.4s
Độ nghiêng +13° 08′ 58″
Kích thước hiển thị (V) 8′.1 × 1′.8
Độ lớn biểu kiến (V) 11.0
Loại thiên hà SAB(s)b
Vị trí góc 19 °
Redshift 131 ± 4 km/s
Độ sáng bề mặt 13,1
Khoảng cách 55Mly